# Post Traumatic
Post Traumatic je debutové sólové studiové album zpěváka skupiny Linkin Park Mikea Shinody. Bylo vydáno 15. června 2018. Album bylo oznámeno 29. března 2018 spolu s vydáním dvou písní na jeho propagaci, „Crossing a Line“, „Nothing Makes Sense Anymore“ a „Make It Up as I Go“ byly vydány rozhlasovým stanicím jako oficiální singly alba.
Album nahrával Shinoda převážně sám, ale na další nástroje hráli bubeník Rob Bourdon, Darren King a Boonn. Texty napsal Shinoda po smrti svého kolegy z Linkin Park Chestera Benningtona, který se oběsil 20. července 2017. Tři písně z EP Post Traumatic jsou zařazeny jako první tři písně tohoto alba. Album získalo od kritiků převážně pozitivní recenze.
Hlavním producentem alba byl sám Shinoda. Na několika skladbách se podíleli také BASECAMP, Andrew Dawson a Boonn. V jiných skladbách účinkovali kytarista Linkin Park Brad Delson, Blackbear, K.Flay, Chino Moreno, Machine Gun Kelly, Ross Golan, Kevin Hissink (Boonn) a Grandson, většinu však napsal Shinoda.

## Seznam skladeb
Všechny skladby napsal(i) Mike Shinoda. 
| Pořadí         | Název                                               | Délka |
| -------------- | --------------------------------------------------- | ----- |
| 1.             | "Place to Start"                                    | 2:13  |
| 2.             | "Over Again"                                        | 3:50  |
| 3.             | "Watching as I Fall"                                | 3:31  |
| 4.             | "Nothing Makes Sense Anymore"                       | 3:33  |
| 5.             | "About You" (feat. Blackbear)                       | 3:26  |
| 6.             | "Brooding" (Instrumentalní)                         | 2:31  |
| 7.             | "Promises I Can't Keep"                             | 3:22  |
| 8.             | "Crossing a Line"                                   | 4:02  |
| 9.             | "Hold It Together"                                  | 3:25  |
| 10.            | "Ghosts"                                            | 2:54  |
| 11.            | "Make It Up as I Go" (feat. K.Flay)                 | 3:29  |
| 12.            | "Lift Off" (feat. Chino Moreno a Machine Gun Kelly) | 4:00  |
| 13.            | "I.O.U."                                            | 2:42  |
| 14.            | "Running from My Shadow" (feat. Grandson)           | 3:24  |
| 15.            | "World's on Fire"                                   | 3:15  |
| 16.            | "Can't Hear You Now"                                | 3:27  |
| Celková délka: | Celková délka:                                      | 53:04 |

| Bonusový barevný vinyl 10“ a digitální deluxe bonusové skladby | Bonusový barevný vinyl 10“ a digitální deluxe bonusové skladby | Bonusový barevný vinyl 10“ a digitální deluxe bonusové skladby |
| Pořadí                                                         | Název                                                          | Délka                                                          |
| -------------------------------------------------------------- | -------------------------------------------------------------- | -------------------------------------------------------------- |
| 1.                                                             | "Prove You Wrong"                                              | 3:35                                                           |
| 2.                                                             | "What the Words Meant"                                         | 3:33                                                           |
| Celková délka:                                                 | Celková délka:                                                 | 60:24                                                          |

## Obsazení
- Mike Shinoda – zpěv, klavír, kytary, baskytara, bicí, perkuse, klávesy, syntezátory, samplery, mixáž, skladatel, výtvarná režie, hudební producent

#### Další hudebníci
- Rob Bourdon – perkuse na 1
- Blackbear – vokály na 5
- Darren King – bicí na 9
- K.Flay – vokály na 11
- Chino Moreno – vokály na 12
- Machine Gun Kelly – vokály na 12
- Grandson – vokály na 14
- Boonn – přídavná kytara na 14

#### Technici
- Andrew Dawson – produkce
- Şerban Ghenea – mixování
- Aaron Harmon – doplňková produkce
- Jaycen Joshua – mixování
- Frank Maddocks – umělecká režie, kreativní režie, design, fotograf
- Emerson Mancini – ovládání
- Manny Marroquin – mixování
- Ethan Mates – editace
- Josh Newell – editace
- Jordan Reyes – doplňková produkce